# 1989年サンマリノグランプリ
1989年サンマリノグランプリは、1989年F1世界選手権の第2戦として、1989年4月23日にイモラ・サーキットで開催された。

## 概要
開幕戦のブラジルグランプリを終え、ヨーロッパラウンドの初戦として行われた。
高速コーナーのタンブレロでゲルハルト・ベルガーが大クラッシュを起こしたこと、マクラーレンのアイルトン・セナとアラン・プロストの確執が表面化したことなどで知られる。
1988年にエンツォ・フェラーリが死去したことを受け、サーキット名にエンツォの名前を入れ、アウトドローモ・エンツォ・エ・ディーノ・フェラーリへと改名された。

## 予選
金曜日の予選は雨の中で行われ、フェラーリのゲルハルト･ベルガーがトップタイムを記録し、暫定ポールポジションを獲得した。
土曜日の予選はドライコンディションで行われ、このタイムで予選の順位が決定した。マクラーレンの2台が1列目を独占し、2位プロストが3位マンセルを1.4秒も引き離すほどのタイム差があった。

## 決勝

### 最初のスタート
スタートが切られると、ポールポジションのセナがスタートを決め、トップを守った。上位は順位を維持して周回を重ねるが、4周目に入ったところで、5位を走行していたベルガーがタンブレロでコースを飛び出し、コンクリートウォールに激突した。これは、左フロントウィングが破損したことが原因との結論に達した。
この衝撃で、右サイドポンツーン内のラジエターが変形し、コクピットの横に張り出していたガソリンタンクを壊してしまった。ベルガーのフェラーリは激しくスピンし、停止すると漏れ出した燃料に引火し炎に包まれた。この事故で負傷（肋骨骨折、火傷）したベルガーは、次戦1989年モナコグランプリを欠場した。
レースは赤旗が提示され、中断された。

### 二度目のスタート
ベルガーのチームメイト、ナイジェル・マンセルはサーキットに来ていたジェームス・ハントに気が進まないと打ち明け、ハントはそれなら出走を控えるようアドバイスを送った。しかし、事故原因が不明のままマンセルは出走を決意した。
再スタートを前に、ティエリー・ブーツェンのウィリアムズとアレックス・カフィのダラーラはパンクしており、オリビエ・グルイヤールのリジェはアンダーカウルを破損していた。再スタート前にマシンへの作業を行うことは禁止されているが、ウィリアムズとダラーラはピットスタートを条件にオフィシャルからタイヤ交換の許可を得た。リジェはグリッド上でアンダーカウルを交換する作業を行ったことにより、失格処分となった。
2度目のスタートが切られると、今度は2番グリッドのプロストがリードを奪った。プロストとセナの間にあった協定は、スタートで先行した方がトサ・コーナーまでの優先権を得るというものであった。ところがセナは、トサ・コーナーでプロストが開けていたインに飛び込み、プロストを抜いてしまった。
プロストはセナを追う中でスピンを喫し、レースの趨勢は決した。
レース後、プロストは記者会見を拒否してサーキットを去り、罰金を科された。
中嶋悟はバッテリートラブルのため長時間のピットストップを強いられ、規定周回数を走行することができなかった。
開幕戦ブラジルグランプリ前のテストでクラッシュし脊髄損傷を負ったフィリップ・ストレイフに代わり、このレースよりAGSチームにガブリエル・タルキーニが加入した。
ラルースチームは新車ローラ・LC89を2台投入。ティレルチームは、ミケーレ・アルボレート用に新車018を1台投入したが、アルボレートは予選落ちしたためジョナサン・パーマーが決勝に使用した。

## 結果

### 予選
| 順位 | No | ドライバー                 | コンストラクタ         | 1回目    | 2回目    |
| ---- | -- | -------------------------- | ---------------------- | -------- | -------- |
| 1    | 1  | アイルトン・セナ           | マクラーレン・ホンダ   | 1'42.939 | 1'26.010 |
| 2    | 2  | アラン・プロスト           | マクラーレン・ホンダ   | 1'44.558 | 1'26.235 |
| 3    | 27 | ナイジェル・マンセル       | フェラーリ             | 1'49.665 | 1'27.652 |
| 4    | 6  | リカルド・パトレーゼ       | ウィリアムズ・ルノー   | 1'47.486 | 1'27.920 |
| 5    | 28 | ゲルハルト・ベルガー       | フェラーリ             | 1'42.781 | 1'28.089 |
| 6    | 5  | ティエリー・ブーツェン     | ウィリアムズ・ルノー   | 1'49.451 | 1'28.308 |
| 7    | 19 | アレッサンドロ・ナニーニ   | ベネトン・フォード     | 1'45.536 | 1'28.854 |
| 8    | 11 | ネルソン・ピケ             | ロータス・ジャッド     | 1'48.124 | 1'29.057 |
| 9    | 21 | アレックス・カフィ         | ダラーラ・フォード     | 1'48.868 | 1'29.069 |
| 10   | 26 | オリビエ・グルイヤール     | リジェ・フォード       | 1'47.371 | 1'29.104 |
| 11   | 23 | ピエルルイジ・マルティニ   | ミナルディ・フォード   | 1'47.321 | 1'29.152 |
| 12   | 9  | デレック・ワーウィック     | アロウズ・フォード     | 1'47.859 | 1'29.281 |
| 13   | 16 | イヴァン・カペリ           | マーチ・ジャッド       | 1'48.178 | 1'29.385 |
| 14   | 17 | ニコラ・ラリーニ           | オゼッラ・フォード     | 1'47.577 | 1'29.488 |
| 15   | 24 | ルイス・ペレス＝サラ       | ミナルディ・フォード   | 1'46.800 | 1'29.503 |
| 16   | 22 | アンドレア・デ・チェザリス | ダラーラ・フォード     | 1'53.681 | 1'29.669 |
| 17   | 8  | ステファノ・モデナ         | ブラバム・ジャッド     | 1'48.415 | 1'29.761 |
| 18   | 40 | ガブリエル・タルキーニ     | AGS・フォード          | 1'48.795 | 1'29.913 |
| 19   | 15 | マウリシオ・グージェルミン | マーチ・ジャッド       | 1'52.119 | 1'30.163 |
| 20   | 30 | フィリップ・アリオー       | ローラ・ランボルギーニ | 2'00.293 | 1'30.168 |
| 21   | 10 | エディ・チーバー           | アロウズ・フォード     | 1'45.375 | 1'30.233 |
| 22   | 7  | マーティン・ブランドル     | ブラバム・ジャッド     | 1'46.279 | 1'30.271 |
| 23   | 20 | ジョニー・ハーバート       | ベネトン・フォード     | 2'05.126 | 1'30.347 |
| 24   | 12 | 中嶋悟                     | ロータス・ジャッド     | 1'46.483 | 1'30.697 |
| 25   | 3  | ジョナサン・パーマー       | ティレル・フォード     | 1'51.229 | 1'30.928 |
| 26   | 29 | ヤニック・ダルマス         | ローラ・ランボルギーニ | 1'58.083 | 1'31.137 |
| DNQ  | 4  | ミケーレ・アルボレート     | ティレル・フォード     | 1'51.329 | 1'31.206 |
| DNQ  | 25 | ルネ・アルヌー             | リジェ・フォード       | 1'48.091 | 1'31.268 |
| DNQ  | 38 | クリスチャン・ダナー       | リアル・フォード       | 1'47.967 | 1'31.342 |
| DNQ  | 31 | ロベルト・モレノ           | コローニ・フォード     | 1'50.947 | 1'31.775 |

### 決勝
| 順位     | No. | ドライバー                 | コンストラクタ         | 周回 | タイム/リタイヤ    | グリッド | ポイント |
| -------- | --- | -------------------------- | ---------------------- | ---- | ------------------ | -------- | -------- |
| 1        | 1   | アイルトン・セナ           | マクラーレン・ホンダ   | 58   | 1:26'51.245        | 1        | 9        |
| 2        | 2   | アラン・プロスト           | マクラーレン・ホンダ   | 58   | +40.225            | 2        | 6        |
| 3        | 19  | アレッサンドロ・ナニーニ   | ベネトン・フォード     | 57   | +1 Lap             | 7        | 4        |
| 4        | 5   | ティエリー・ブーツェン     | ウィリアムズ・ルノー   | 57   | +1 Lap             | 6        | 3        |
| 5        | 9   | デレック・ワーウィック     | アロウズ・フォード     | 57   | +1 Lap             | 12       | 2        |
| 6        | 3   | ジョナサン・パーマー       | ティレル・フォード     | 57   | +1 Lap             | 25       | 1        |
| 7        | 21  | アレックス・カフィ         | ダラーラ・フォード     | 57   | +1 Lap             | 9        |          |
| 8        | 40  | ガブリエル・タルキーニ     | AGS・フォード          | 57   | +1 Lap             | 18       |          |
| 9        | 10  | エディ・チーバー           | アロウズ・フォード     | 56   | +2 Laps            | 21       |          |
| 10       | 22  | アンドレア・デ・チェザリス | ダラーラ・フォード     | 56   | +2 Laps            | 16       |          |
| 11       | 20  | ジョニー・ハーバート       | ベネトン・フォード     | 56   | +2 Laps            | 23       |          |
| 12       | 17  | ニコラ・ラリーニ           | オゼッラ・フォード     | 52   | +6 Laps            | 14       |          |
| リタイヤ | 7   | マーティン・ブランドル     | ブラバム・ジャッド     | 51   | 燃料系             | 22       |          |
| NC       | 12  | 中嶋悟                     | ロータス・ジャッド     | 46   | 規定周回数不足     | 24       |          |
| リタイヤ | 24  | ルイス・ペレス＝サラ       | ミナルディ・フォード   | 43   | スピン             | 15       |          |
| リタイヤ | 15  | マウリシオ・グージェルミン | マーチ・ジャッド       | 39   | トランスミッション | 19       |          |
| リタイヤ | 11  | ネルソン・ピケ             | ロータス・ジャッド     | 29   | エンジン           | 8        |          |
| リタイヤ | 27  | ナイジェル・マンセル       | フェラーリ             | 23   | ギアボックス       | 3        |          |
| リタイヤ | 6   | リカルド・パトレーゼ       | ウィリアムズ・ルノー   | 21   | エンジン           | 4        |          |
| リタイヤ | 8   | ステファノ・モデナ         | ブラバム・ジャッド     | 19   | スピン             | 17       |          |
| リタイヤ | 23  | ピエルルイジ・マルティニ   | ミナルディ・フォード   | 6    | ギアボックス       | 11       |          |
| 失格     | 26  | オリビエ・グルイヤール     | リジェ・フォード       | 4    | 失格               | 10       |          |
| リタイヤ | 28  | ゲルハルト・ベルガー       | フェラーリ             | 3    | アクシデント       | 5        |          |
| リタイヤ | 16  | イヴァン・カペリ           | マーチ・ジャッド       | 1    | スピン             | 13       |          |
| リタイヤ | 30  | フィリップ・アリオー       | ローラ・ランボルギーニ | 0    | 電気系             | 20       |          |
| リタイヤ | 29  | ヤニック・ダルマス         | ローラ・ランボルギーニ | 0    | 電気系             | 26       |          |

- 予選、決勝順位は、公式サイト およびF1グランプリ年鑑[1]より。